# MKS Lublin
MKS Lublin er en polsk håndboldklub, hjemmehørende i Lublin, Polen.

## Spillertruppen 2019-20
| Målvogter - 12 Weronika Gawlik - 16 Gabrijela Bešen Venstre fløje - 24 Dagmara Nocuń - 55 Joanna Gadzina Højre fløje - 04 Aneta Łabuda - 14 Patrycja Królikowska Stregspiller - 02 Aleksandra Olek - 06 Joanna Szarawaga - 14 Sylwia Matuszczyk | Venstre back - 10 Marta Gęga - 15 Małgorzata Stasiak - 47 Karolina Kochaniak - 66 Aleksandra Rosiak Playmaker - 77 Valentina Blažević - 89 Kinga Achruk Højre back - 07 Mia Møldrup - 29 Natalia Nosek |